# North Shropshire
North Shropshire – były dystrykt w hrabstwie Shropshire w Anglii. W 2001 roku dystrykt liczył 57 108 mieszkańców.

## Civil parishes
- Adderley, Baschurch, Cheswardine, Child’s Ercall, Clive, Cockshutt, Ellesmere Rural, Ellesmere Urban, Grinshill, Hadnall, Hinstock, Hodnet, Hordley, Ightfield, Loppington, Market Drayton, Moreton Corbet and Lee Brockhurst, Moreton Say, Myddle and Broughton, Norton in Hales, Petton, Prees, Shawbury, Stanton upon Hine Heath, Stoke upon Tern, Sutton upon Tern, Welshampton and Lyneal, Wem Rural, Wem Urban, Weston-under-Redcastle, Whitchurch Rural, Whitchurch Urban, Whixall i Woore[2].